# Fátima Gálvez
Fátima Gálvez Marín (Baena, 19 de janeiro de 1987) é uma atiradora esportiva espanhola, especialista na fossa olímpica.

## Carreira
Gálvez representou a Espanha nas Olimpíadas de 2012, ficando em quinto lugar. 
No Rio 2016, fez semifinal e disputou o bronze na fossa olímpica, porém terminou na quarta posição.
Ao lado do Alberto Fernández, conquistou o ouro na fossa duplas mistas em Tóquio 2020.